# المقعاطة (القفر)

تعديل مصدري - تعديل

المقعاطة محلة تابعة لقرية الجعشيشة، التابعة لعزلة بني مرغم بمديرية القفر إحدى مديريات محافظة إب في الجمهورية اليمنية، بلغ تعداد سكانها 26 حسب تعداد اليمن لعام 2004.